# 若い女性の横顔の肖像 (ポッライオーロ)
『若い女性の横顔の肖像』（わかいじょせいのよこがおのしょうぞう、独: Profilbildnis einer jungen Frau、英: Profile Portrait of a Young Lady）は、1465年にポプラ板上に油彩とテンペラで制作された半身肖像画である。 通常、イタリア初期ルネサンスの画家アントニオ・デル・ポッライオーロに帰属されるが、所蔵先のベルリン絵画館では現在、絵画館の最も著名な絵画の1つとして、また初期イタリア・ルネサンスの最も著名な女性肖像画の1つとして、アントニオの弟であるピエロ・デル・ポッライオーロに帰属している。

## 作品
モデルの優美さ、青空を背景とした横顔の美しさ、服に施された刺繍の鮮やかな色彩と繊細な描写によって、多くの人々に愛されてきた作品である。名前のわからない女性がブロケードのドレス姿で描かれており、彼女の姿勢は窓かバルコニーに設えられた大理石の銃眼の前に座っていることを示唆している。彼女の横顔は背景の青空によって強調されている。彼女の金髪は帽子の下にまとめられている。強調された線の使用と対照的な色彩面の明るさはフィレンツェ派絵画の特徴である。
当時、同様の豪華な衣服を纏った上流階級の女性の肖像が結婚を記念するために描かれたが、本作の彼女が宝石を着けていないのは絵画が結婚直前か直後のモデルを表していることを示しているのかもしれない。非常に豊かな胴着は、赤、白、緑の3色のブロケードでできており、葉のあるザクロと忍冬文 (にんどうもん)をファスナーの中央線に沿って左右対称に描いている。ベルベットの袖は金糸で刺繍されている。女性は斑岩と宝石のある欄干の脇に座っているが、この欄干は、アントニオ・デル・ポッライオーロと弟のピエロ・デル・ポッライオーロが1466–1467年に描いた『ポルトガル枢機卿の祭壇画』 (サン・ミニアート・アル・モンテ教会、フィレンツェ) に描かれている欄干に類似している。

## 帰属
この絵画は由来が知られておらず、その帰属は公に知られるようになってから美術史家たちを悩ませてきた。1815年には、パリのマシア・ギャラリーにあったが、アシュバーナム伯爵のコレクションに入り、当時はボッティチェッリに帰属されていた。後に、ピエロ・デラ・フランチェスカに帰属され (ウフィツィ美術館の『ウルビーノ公夫妻像』を比較のこと) 、1897-1898年にロンドンの画商コルナーギを通して絵画館 (ベルリン) に購入された。1897年、ヴィルヘルム・フォン・ボーデは、本作がミラノのポルディ＝ペッツォーリ美術館の、当時やはりピエロ・デラ・フランチェスカに帰属されていた『若い女性の肖像』と類似していることに着目したが、ボーデは両作品ともドメニコ・ヴェネツィアーノに帰属した。絵画館は1972年までボーデの帰属に従っていたが、広く認められたものではなかった。現在、その帰属は間違いであると考えられている (ミラノの作品は現在、ピエロ・デル・ポッライオーロに帰属されている)。バーナード・ベレンソンは本作を最初ヴェロッキオに、後にアレッソ・バルドヴィネッティに帰属した (ロンドン・ナショナル・ギャラリーにある『黄色の服を着た女性の肖像』と比較のこと)。
1911年、アドルフォ・ヴェントゥーリはこの作品をアントニオ・デル・ポッライオーロに帰属したが、その帰属はいまだに大部分の研究者に確実なものとして認められている。しかし、少数の研究者は代わりに彼の弟であるピエロ・デル・ポッライオーロを作者として提唱している。絵画館の目録は、アントニオが金細工師、ブロンズ像製作者、刺繍のデザイナーとして様々な仕事をした経験により、彼がこの肖像画中の刺繍された衣服のリアルな描写をした可能性が高いと提唱している。しかし、レオポルド・エットリンガーは1963年に、そして1978年のポッライオーロ兄弟に関する研究論文で、本作の作者は不明とされるべきであると提唱した。

## ギャラリー

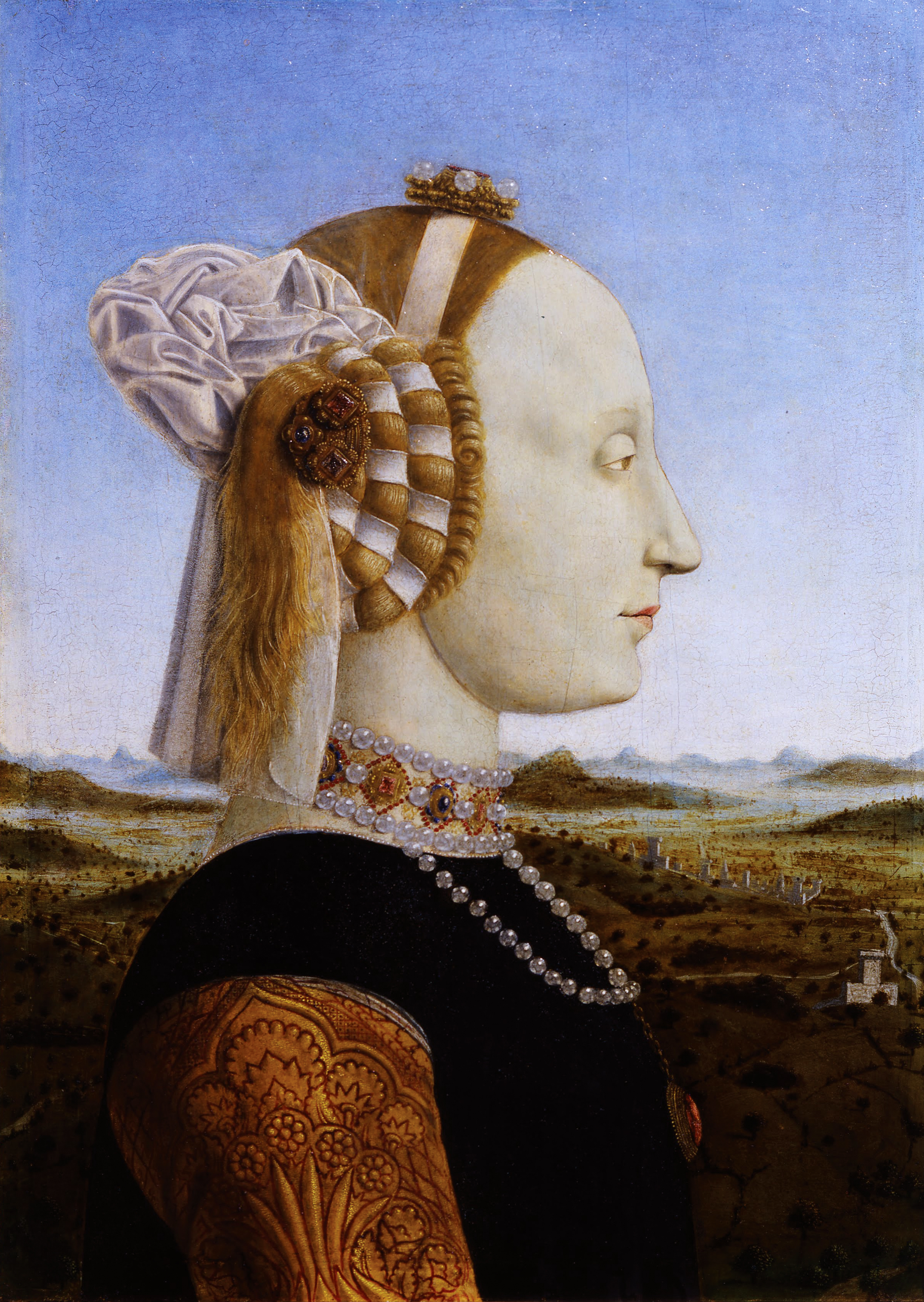
ピエロ・デラ・フランチェスカ『バッティスタ・スフォルツァの肖像』、1472-1473年ごろ、ウフィツィ美術館 (フィレンツェ)
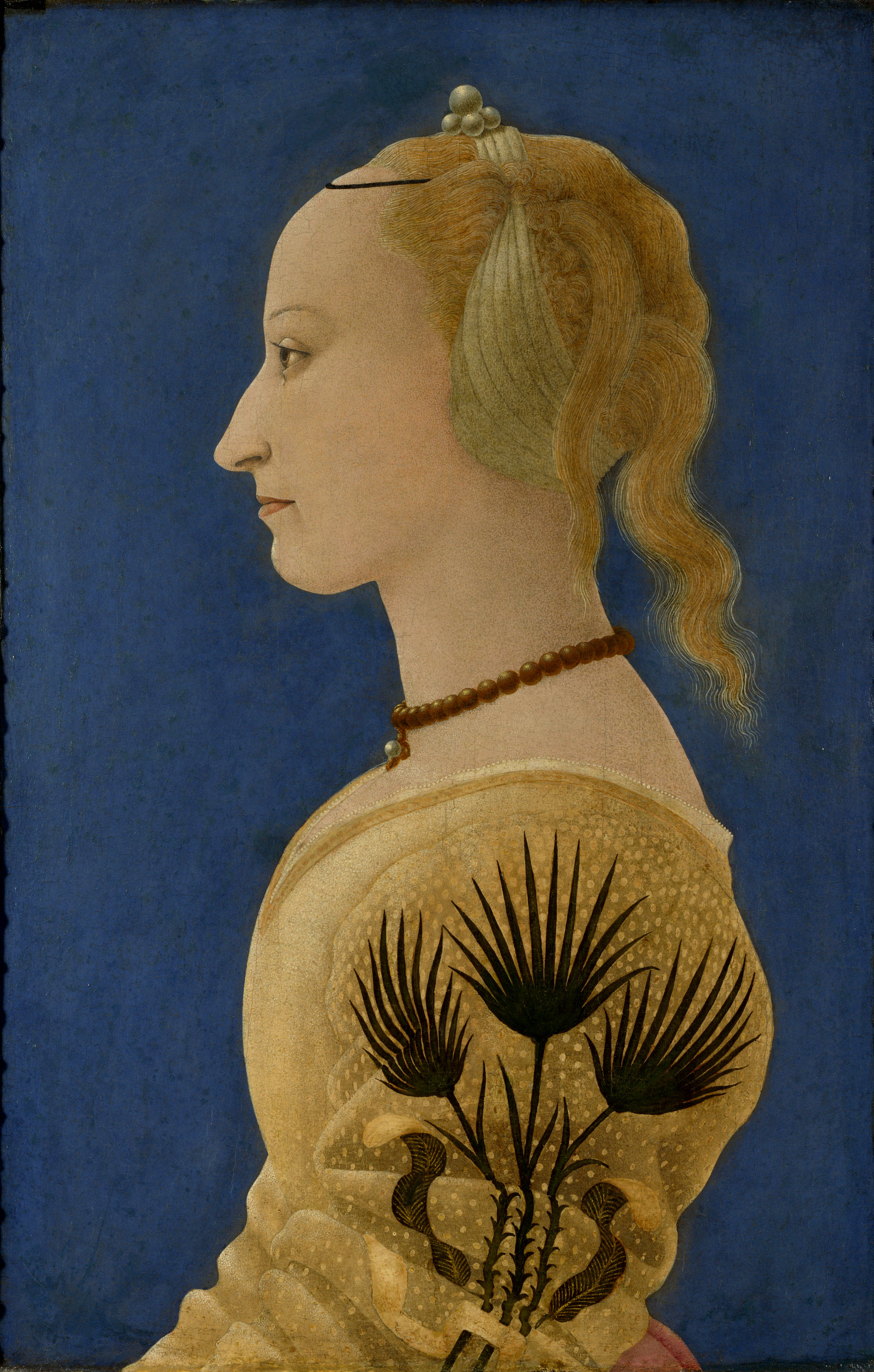
アレッソ・バルドヴィネッティ『黄色の服を着た女性の肖像（英語版）』、1465年ごろ、ナショナル・ギャラリー (ロンドン)
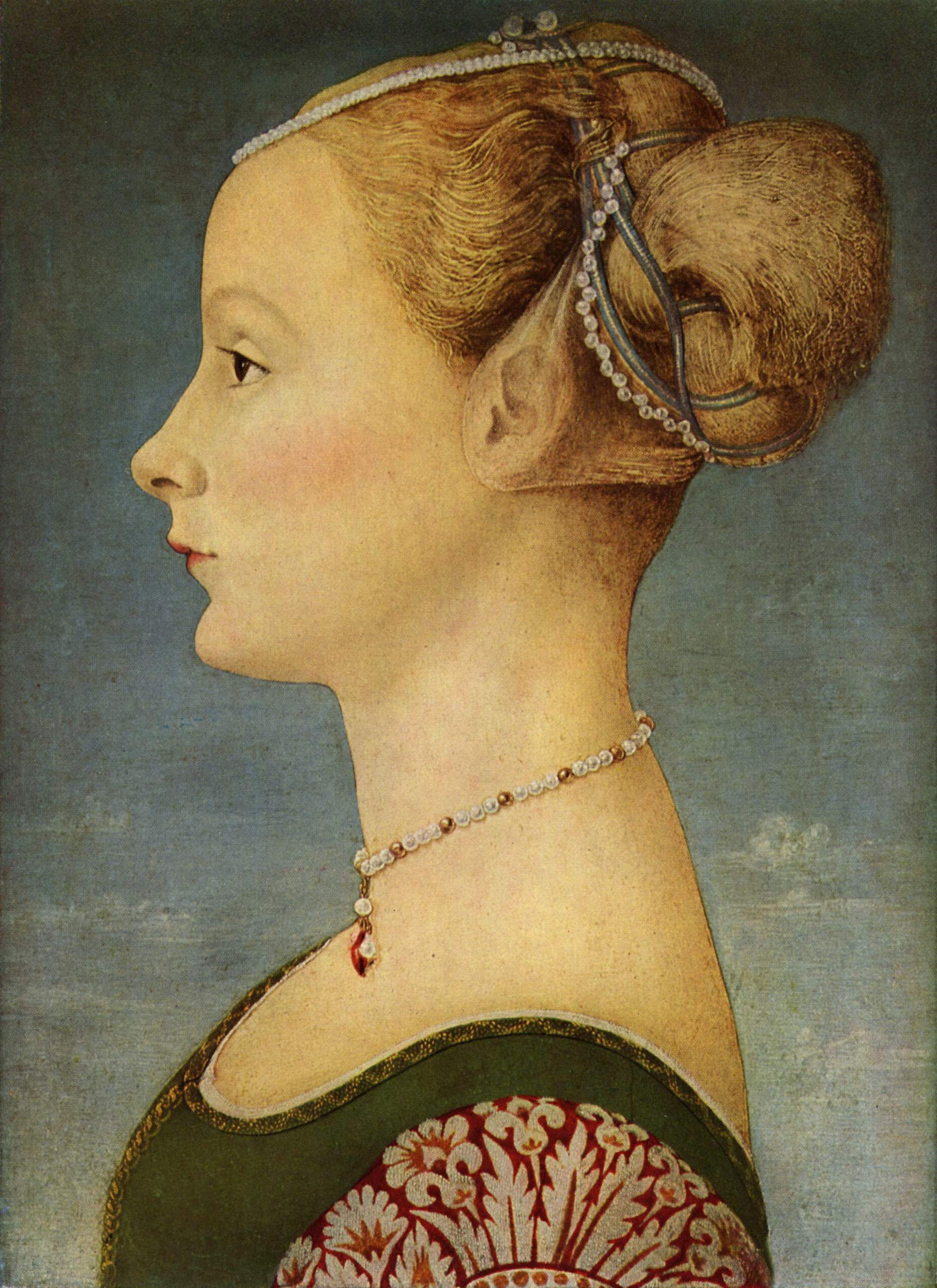
ピエロ・デル・ポッライオーロ『若い女性の肖像』、1470–1472年、ポルディ＝ペッツォーリ美術館 (ミラノ)
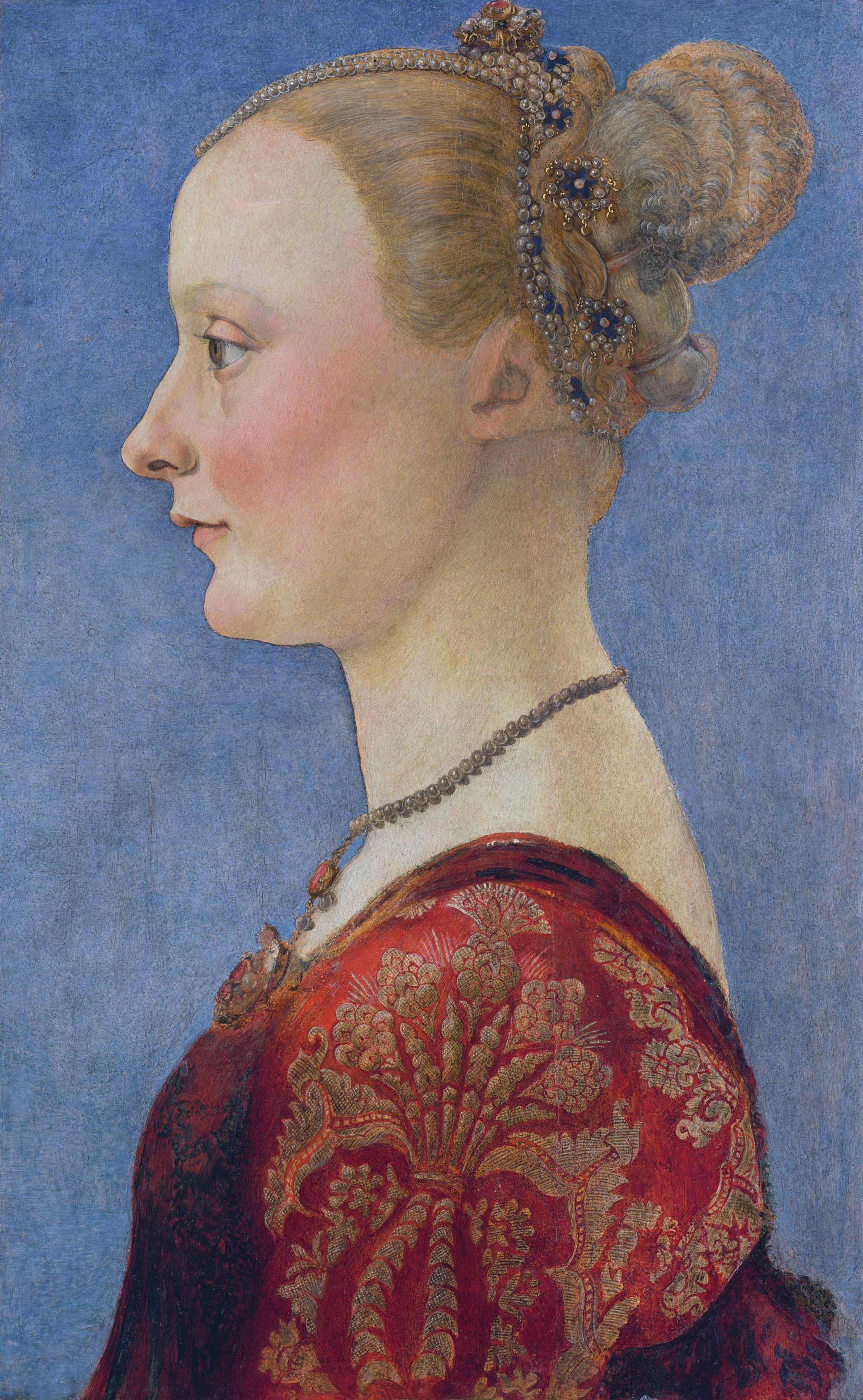
ピエロ・デル・ポッライオーロ『女性の肖像』、1480年ごろ、メトロポリタン美術館 (ニューヨーク)
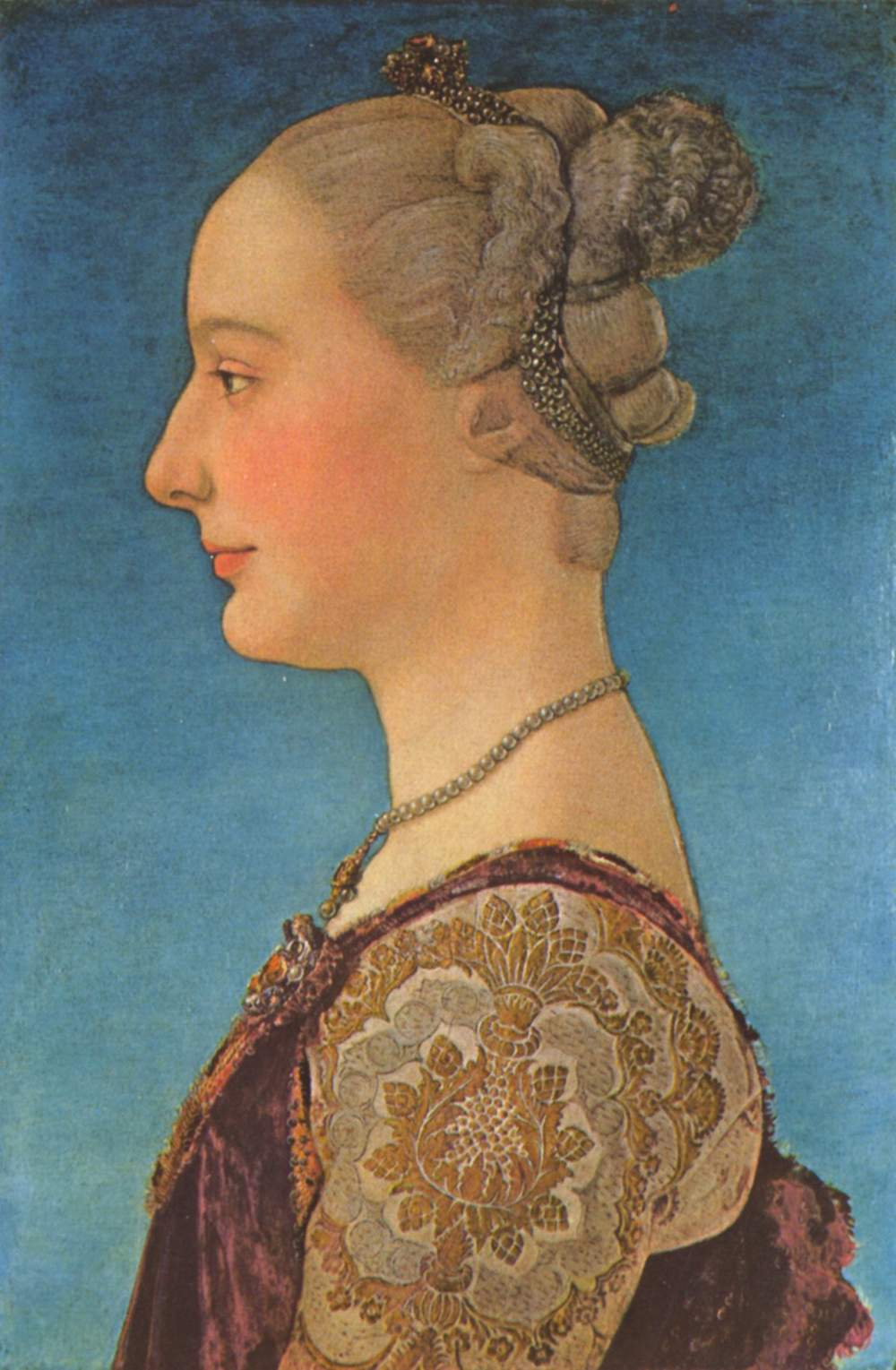
アントニオ・デル・ポッライオーロ、またはピエロ・デル・ポッライオーロ『女性の肖像』、1475年ごろ、ウフィツィ美術館 (フィレンツェ)
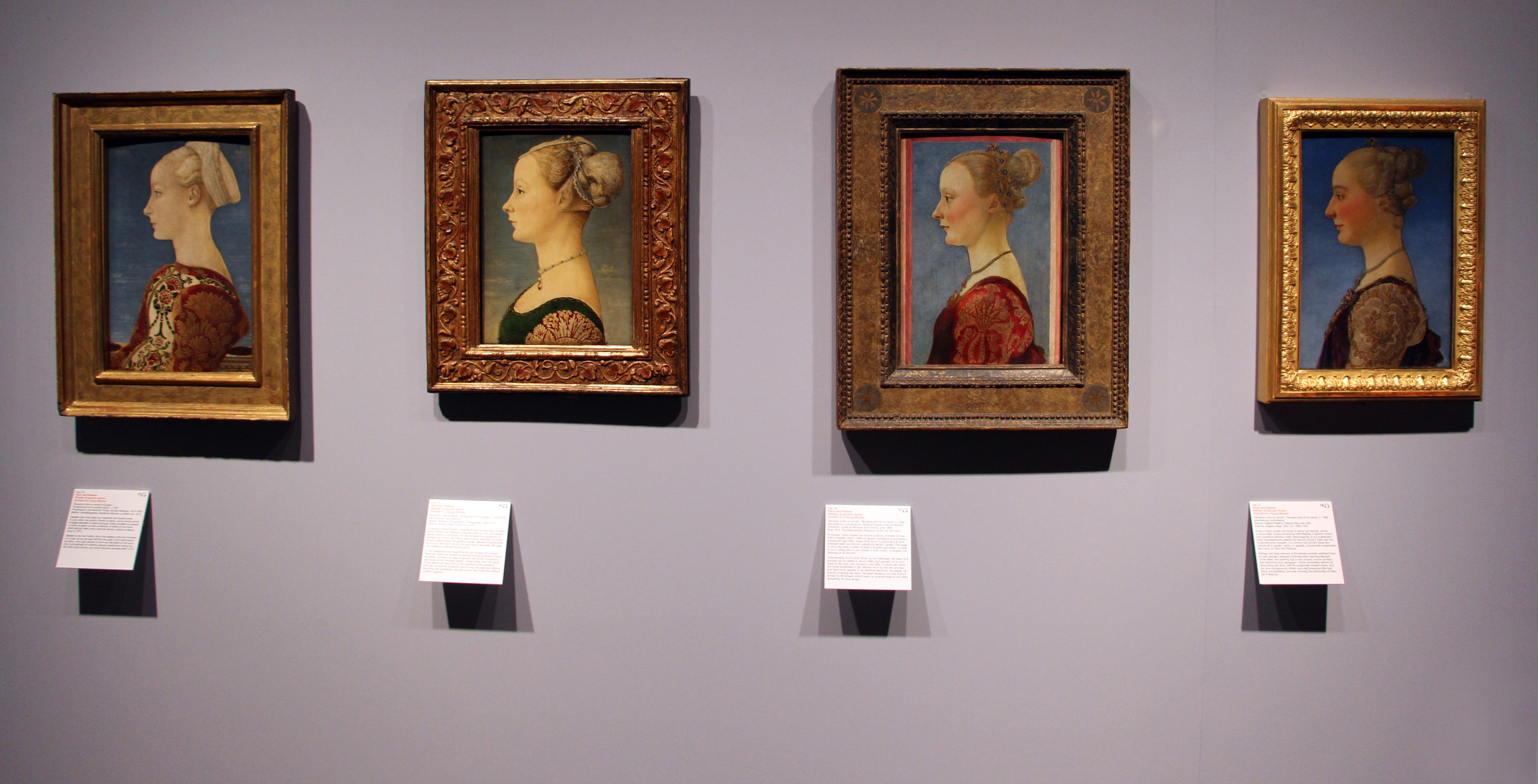
ポッライオーロ兄弟に帰属される4点のルネサンスの女性肖像画。2014-2015年のポルディ＝ペッツォーリ美術館 (ミラノ) での展示。